# Psychotria holstii
Psychotria holstii är en måreväxtart som beskrevs av Ined.. Psychotria holstii ingår i släktet Psychotria och familjen måreväxter. Inga underarter finns listade i Catalogue of Life.